# ペールムーンがゆれてる
「ペールムーンがゆれてる」は、結城アイラの12作目のシングル。2017年3月1日にLantisから発売された。

## 概要
表題曲はTVアニメ『ACCA13区監察課』エンディングテーマとして起用された。またカップリング曲は第8話の挿入歌として起用された。

## 収録曲
1. ペールムーンがゆれてる [4:56] 
  - 作詞：結城アイラ、作曲・編曲：高橋諒
2. It's my life [4:20] 
  - 作詞：結城アイラ、作曲・編曲：高橋諒
3. ペールムーンがゆれてる（INST）
4. It's my life （INST）